# 裕廊體育場
裕廊體育場（英語：Jurong Stadium）是新加坡一座已拆除的多功能運動場，位於裕廊，最大容量為8,000人。
體育場主要用作舉行足球比賽，曾經是新麒足球俱乐部和新加坡武裝部隊的主場，後者在2000年把主場搬至蔡厝港体育场。
2020年2月，裕廊體育場築起圍欄，並在3月清拆並在同月完成。